# Sar Kalleh
Sar Kalleh (persiska: سر کله) är en ort i Iran.   Den ligger i provinsen Gilan, i den norra delen av landet, 180 km nordväst om huvudstaden Teheran. Sar Kalleh ligger 23 meter över havet och antalet invånare är 248.
Terrängen runt Sar Kalleh är varierad. Runt Sar Kalleh är det ganska tätbefolkat, med 134 invånare per kvadratkilometer. Närmaste större samhälle är Langarud, 17,7 km nordväst om Sar Kalleh. Trakten runt Sar Kalleh består till största delen av jordbruksmark.